# حسن أبدال (باكستان)
حسن أبدال هي مدينة باكستانية في منطقة اتوك باقليم البنجاب، تقع على بعد 40 كم شمال غرب العاصمة الباكستانية إسلام أباد.
يوجد بها بنجا صاحب، من أقدس المواقع في الديانة السيخية، وتعتبر حسن أبدال من أهم وجهات الحج لدى السيخ. كما تشتهر المدينة بارتباطها بسلطان المغل أكبر - حيث تضم المدينة عدد كبير من النصب التذكارية التي ترجع لعهد أكبر، منها حدائق واه المغولية، مقبرة حكيمون، وضريح لالا رخ. كما تقع حسن أبدال بالقرب من مدينة تكسيلا - إحدى مواقع قائمة اليونسكو للتراث العالمي التي تشتهر بأطلالها البوذية واليونانية القديمة.

## التاريخ

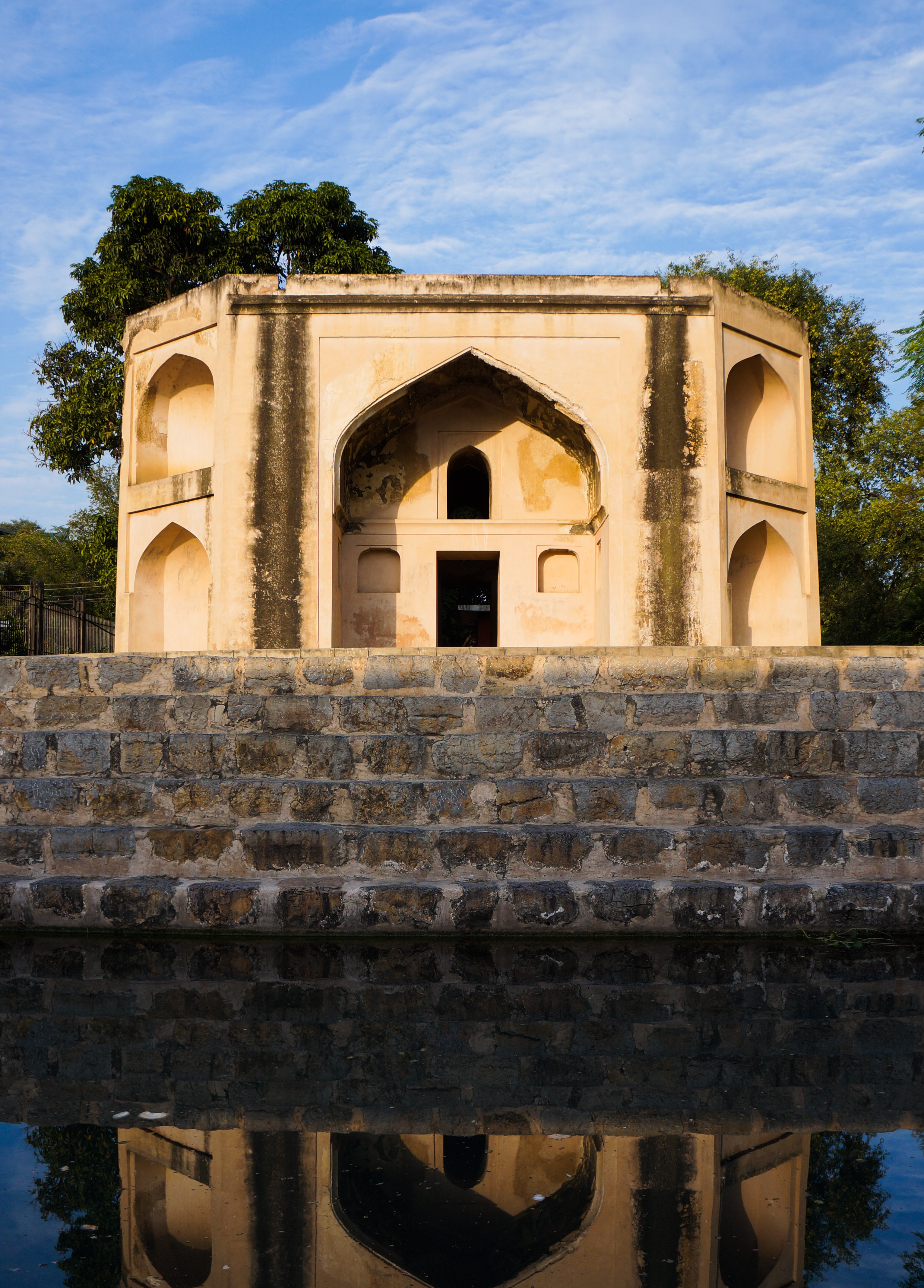
بُنيت مقبرة حكيمون في حسن أبدال عام 1589.
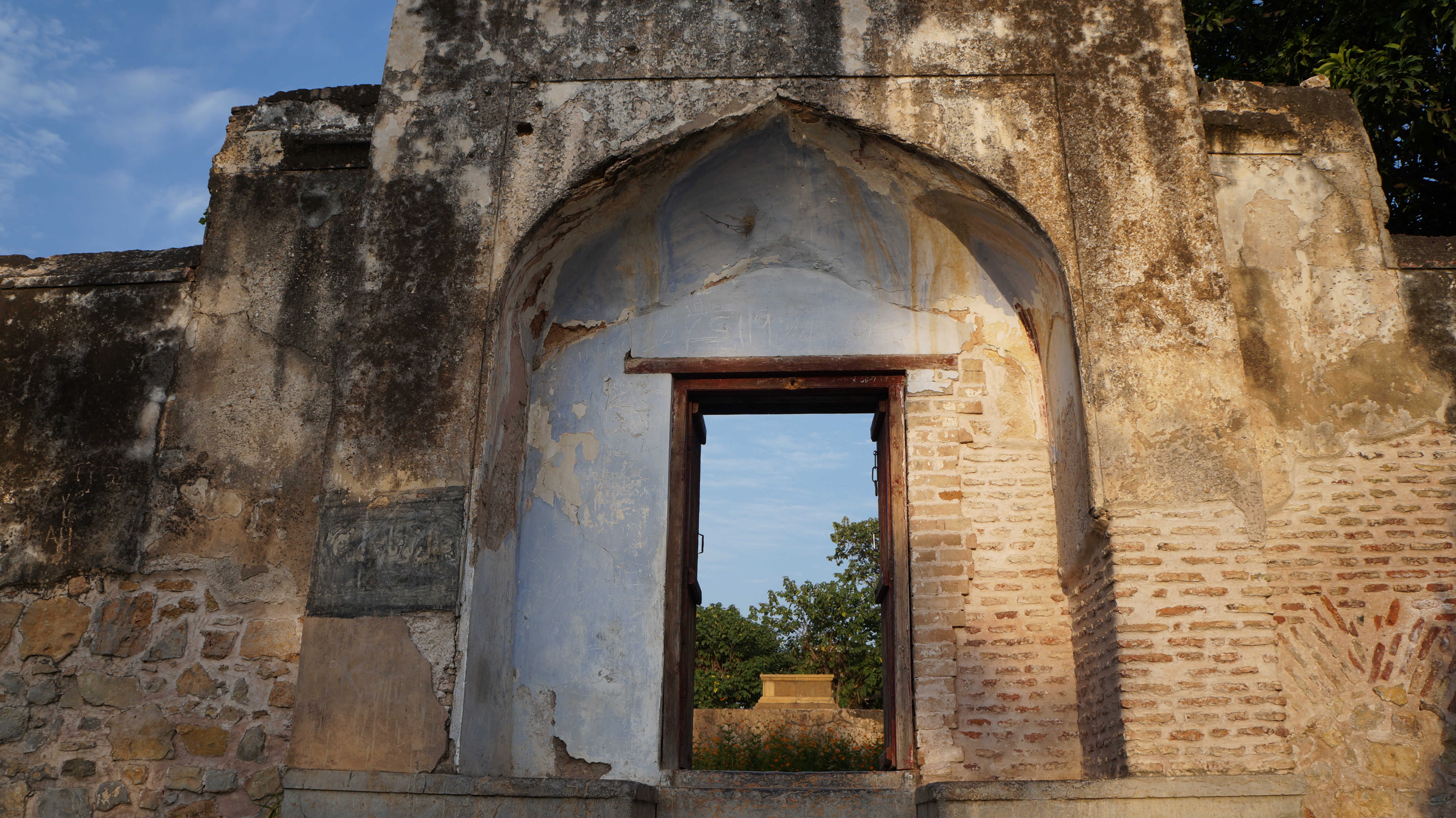
ضريح لالا رخ في القرن 17، ويعتقد أنه ضريح ابنة السلطان أكبر.

## وصلات خارجية
- رحلة إلى حسن أبدال